# Frederick McCoy
Frederick McCoy  (Dublin in Verenigd Koninkrijk van Groot-Brittannië en Ierland, 1817 – Melbourne in Australië, 13 mei 1899) was een Brits/Ierse arts, zoöloog, paleontoloog, hoogleraar en museumdirecteur. Hij doceerde in Belfast en later in Melbourne.

## Biografie
McCoy volgde middelbaar en hoger onderwijs in Dublin en studeerde daar geneeskunde maar schakelde al snel over naar natuurlijke historie en paleontologie. In 1841, 1844 en 1846 verschenen van zijn hand overzichten van bestaande collecties fossielen van het Museum of the Dublin Geological Society. In 1845 werd hij medewerker bij de British Geological Survey. In 1846 werd hij medewerker aan het Woodwardian Museum van de Universiteit van Cambridge in Engeland. In 1849 werd McCoy hoogleraar in de geologie en mineralogie en conservator van het museum van het Queen’s College in Belfast. 
In 1854 accepteerde hij de benoeming tot hoogleraar aan de Universiteit van Melbourne. Hij doceerde daar scheikunde en hij was de eerste die in Australië colleges in de mineralogie gaf, daarnaast doceerde hij plant- en dierkunde, vergelijkende anatomie en fysiologie van dieren, diersystematiek en paleontologie.
In 1857 kreeg hij het beheer van het National Museum of Natural History and Geology in Melbourne. Hij overtuigde het bestuur van de Universiteit ervan om dit museum te huisvesten op het terrein van de universiteit en er een belangrijke onderzoekinstelling van te maken met een deskundige staf en een wetenschappelijke bibliotheek. McCoy zelf stond in contact met prominente onderzoekers waaronder de vogelkundige John Gould. Via Gould verkreeg hij zoölogische specimens en kopieën van zijn publicaties.
McCoy is de soortauteur van drie soorten giftige slangen van Australië waaronder Oxyuranus microlepidotus die behoort tot de meest giftige slangen van de wereld. Daarnaast is hij de soortauteur van de rosse borstelvogel (Dasyornis broadbenti). McCoy was actief in de Acclimatisation Society (later de Victorian Zoological Society genaamd). Deze vereniging streefde ernaar om bijvoorbeeld zangvogels uit Engeland (Europa) te introduceren in Australië om daar weer het vertrouwde geluid te horen in plaats van de unpleasant noises of the Australian bush. Na ca. 1870 was al bij boeren bekend dat dit soort introducties, bijvoorbeeld van het konijn, leidde tot plagen voor de landbouw en tot vernietiging van inheemse ecosystemen.
Hoewel hij een uitstekend en gewaardeerd paleontoloog was, geloofde hij niet in de door Charles Darwin geformuleerde evolutie door natuurlijke selectie. Hij was een gelovig christen die meende dat soorten organismen verschenen en plotseling weer verdwenen als onderdeel van een bovennatuurlijk plan.

## Bron
- Dit artikel of een eerdere versie ervan is een (gedeeltelijke) vertaling van het artikel Frederick McCoy op de Engelstalige Wikipedia, dat onder de licentie Creative Commons Naamsvermelding/Gelijk delen valt. Zie de bewerkingsgeschiedenis aldaar.

- Australian Dictionary of Biography: mccoy-sir-frederick-4069
- Bibsys: 7011542
- Author citation (botany): McCoy
- Stuttgart Database of Scientific Illustrators 1450–1950: 8619
- Gemeinsame Normdatei: 1175651281
- International Standard Name Identifier: 0000 0000 8028 8876
- Library of Congress Control Number: n87823976
- Nationale bibliotheek van Australië: 35442663
- SNAC: w6p63kwx
- Système universitaire de documentation: 144505428
- Museum of New Zealand Te Papa Tongarewa: 40771
- Trove: 519164
- Virtual International Authority File: 33518030